# Yoola (empresa)
Yoola es una empresa de entretenimiento que brinda a los creadores de contenido, personas influyentes y marcas herramientas y servicios para desarrollar su audiencia y monetizar su contenido y productos.
Los servicios de Yoola incluyen desarrollo de canales, localización de contenido, administración de derechos de autor, optimización de monetización, soluciones de pago dinámico, desarrollo de productos, asociación de marcas, licencias de música y bibliotecas, y más.  Algunos clientes y socios de Yoola incluyen Like Nastya, Ian Somerhalder, Amazon, UUUM, Mattel, Spin Master, Westbrook, Pepsi, Target, IMG, Baby First y Gary Vaynerchuk.

## Historia
Yoola fue fundada en 2011 por Artyom Geller, Mikhail Shaposhnikov, Alexander Shaposhnikov e Ilan Troyanovsky. Inicialmente, los fundadores lanzaron un canal de moda y luego de trabajar con varios creadores de contenido, decidieron lanzar su propia red multicanal en YouTube.
A lo largo de los años de su actividad, la empresa ha sufrido varios cambios de marca, durante los cuales cambió sus nombres: Top Beauty Blog (2011-2012), You Partner WSP (2012-2017) y al mismo tiempo VSP Group (2014-2017), Yoola (2017 -presente).
In 2016 Eyal Baumel joined the company as CEO. Since 2022 he is the president of Yoola.
En 2018, Anna Gradil, ex empleada omnicanal de YouTube, se unió a la empresa como directora de operaciones. Desde 2021, Gradil es asesor estratégico del directorio.
La empresa inicialmente se centró en el contenido de video en inglés, pero rápidamente se expandió al alemán, español y ruso, lo que les ayudó a aumentar significativamente su lista de creadores de contenido en su red.
En 2016, Yoola lanzó la primera iniciativa de globalización de contenido en YouTube, un proceso en el que analizan canales con barreras lingüísticas y culturales bajas y los localizan mediante la creación de nuevos canales doblados en diferentes idiomas.

## Producto y servicios
Yoola ofrece una variedad de herramientas y servicios para ayudar a los creadores de contenido a mejorar y optimizar el desarrollo y la gestión de su canal, incluida la gestión de derechos de autor, estrategia de contenido, desarrollo de formatos, consultas con especialistas, análisis de datos y evaluación comparativa, optimización de algoritmos, soluciones de pago dinámico, soluciones de publicidad directa, y más.
Yoola también ofrece una biblioteca de música Epidemic Sound para sus socios y el programa VidIQ para ayudar a los creadores a optimizar sus videos.
Con el tiempo, Yoola desarrolló nuevos servicios para ayudar a los creadores a expandir su contenido y su marca fuera de YouTube con un enfoque en la distribución de contenido multiplataforma, licencias, colaboraciones y gestión de talentos.
En 2016, Anastasia Radzinskaya y su familia se unieron a la red Yoola para administrar su canal de YouTube. Desde que se unió a Yoola, Like Nastya expandió sus canales a 15 idiomas diferentes y aumentó sus canales a más de 280 millones de suscriptores y más de 110 mil millones de visitas. En 2019, la familia de Yoola y Like Nastya firmaron una asociación de gestión de talentos y desarrollo de franquicias.
Como parte de la asociación, Yoola aseguró a Nastya con un acuerdo de licencia global con IMG que resultó en más de 30 productos que se venden en todo el país y en línea en minoristas como Target, Walmart y Amazon. Yoola lideró varias asociaciones de contenido estratégico con Will y Jada Pinkett Smith's Westbrook para desarrollar una lista de proyectos animados, con Roku y con marcas líderes para niños como Gary Vaynerchuk de RizaNova y Barbie de Mattel.
Desde que se unió a Yoola, Nastya ha llegado a la lista de estrellas de YouTube mejor pagadas de Forbes durante tres años seguidos, generando ingresos anuales de $18 millones en 2019, $18,5 millones en 2020 y $28 millones en 2021.
La compañía cofundó una empresa con el galardonado actor, director, filántropo y empresario Ian Somerhalder, una innovadora bebida energética natural.